# Cornberg (Adelsgeschlecht)

Wappen derer von Cornberg

Die Freiherren von Cornberg sind ein ursprünglich hessisches Adelsgeschlecht, das im Nordosten von Hessen und im nördlichen Westfalen begütert war. Sie stammen von Philipp Wilhelm von Cornberg ab, der 1553 als nicht ehelicher Sohn des Landgrafen Wilhelm IV. von Hessen-Kassel geboren wurde. Die von Cornberg gehörten bis zum Aussterben des hessischen Zweigs zur heute noch bestehenden Althessischen Ritterschaft.

## Geschichte

### Ursprung

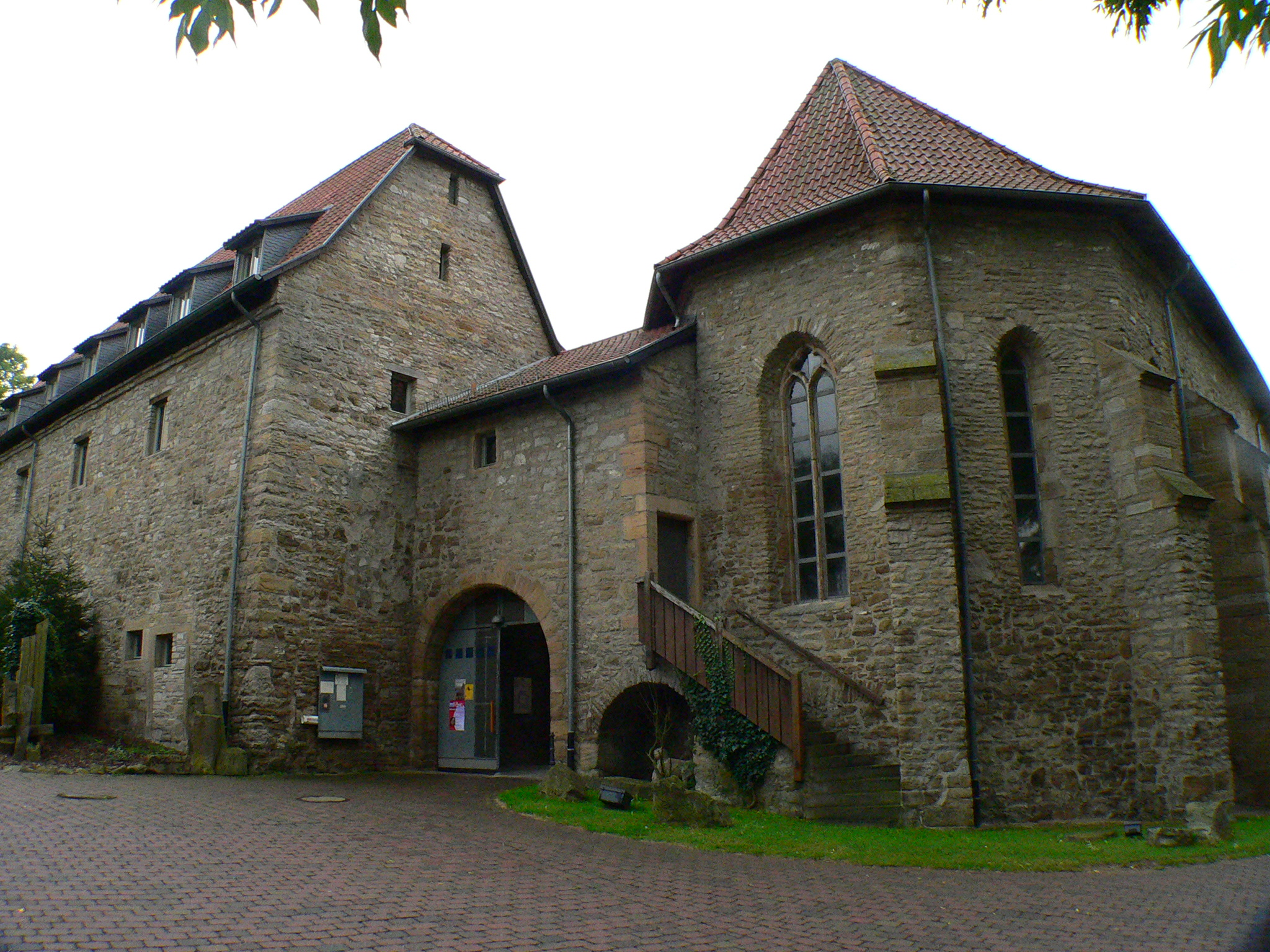
Kloster Cornberg

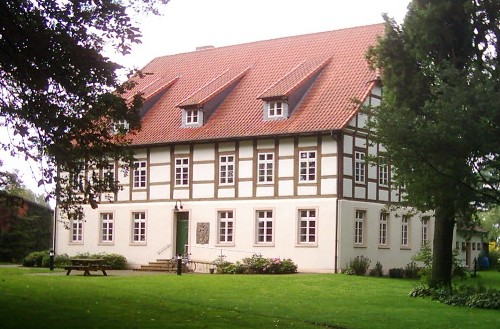
Herrenhaus Auburg

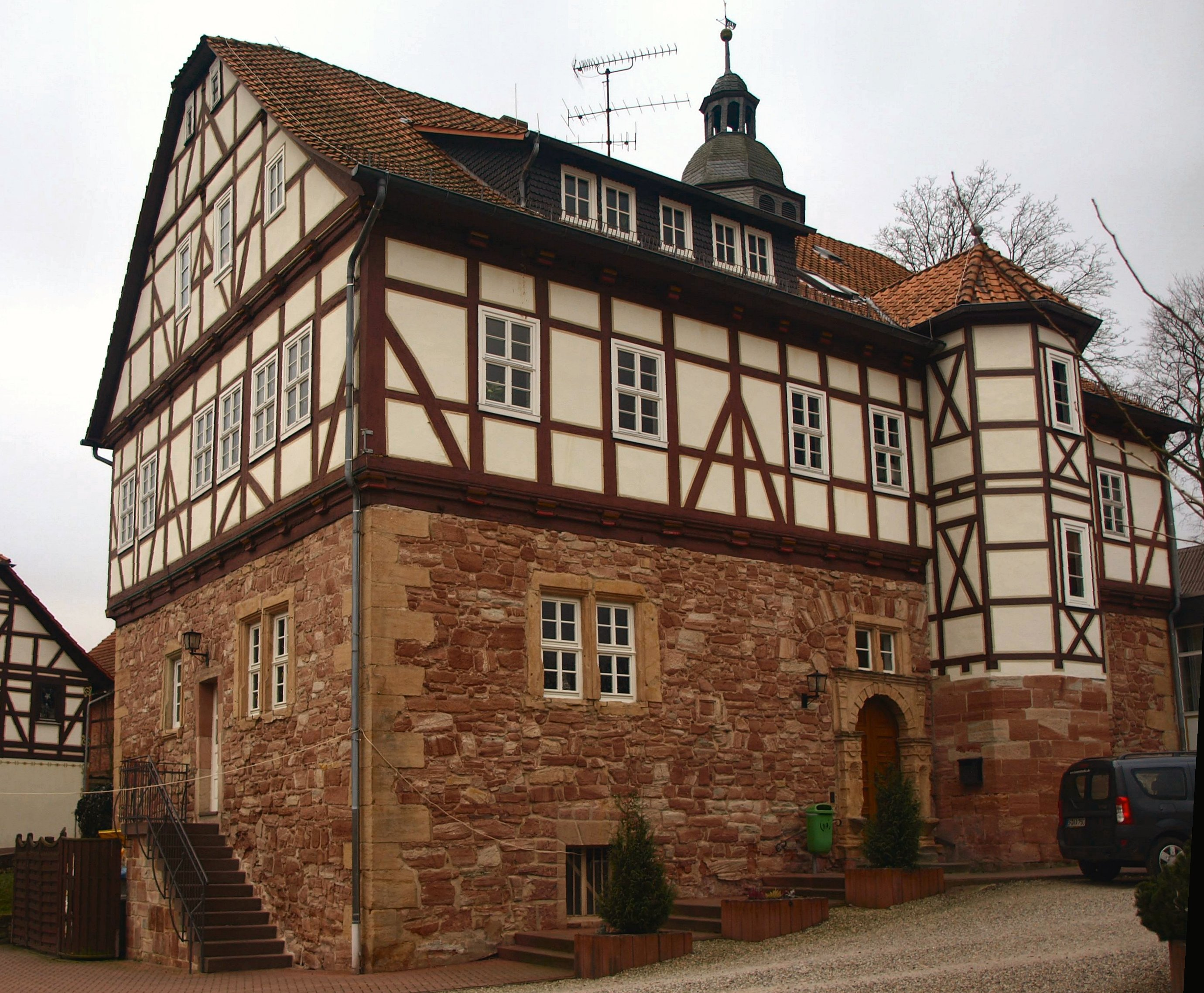
Herrenhaus Richelsdorf

Die Adelsfamilie von Cornberg stammt von Philippus Wilhelmus ab. Er wurde im Jahr 1553 als außerehelicher Sohn des Landgrafen Wilhelm IV. von Hessen-Kassel in Kassel geboren. Seine Mutter war Elisabeth Wallenstein, Tochter eines Türmers in Kassel („eines burgers Dochter aus Cassel“).
Sein Vater übereignete Philipp Wilhelm ab 1574 das 1527 aufgehobene hersfeldische Tochterkloster Cornberg nördlich von Bebra als erbliches Mannlehen. Philipp Wilhelm heiratet am 3. September 1582 in Cornberg Christine von Falcken, mit der er zehn Kinder hatte. Als sie im Jahre 1600 starb, heiratete er 1602 Christine von Boyneburg, mit der er ebenfalls zehn Kinder hatte.
1592 erhielt er als weiteres Mannlehen mit allen Zubehörungen das Amt Auburg mit dem Dorf Wagenfeld, die 1585 nach dem Aussterben der Grafen von Diepholz an Hessen gefallen waren. Mit diesem Besitz war das wichtige Amt des Erbdrosten verbunden, das Philipp Wilhelm eine fast landesherrliche Stellung verlieh.
Nach dem Tod seines Vaters 1598 trat Philipp Wilhelm dem neuen Landgrafen, seinem Halbbruder Moritz, Cornberg ab und erhielt stattdessen 10.000 Reichstaler und als rechtes Mannlehen das etwa 12 km weiter ostsüdöstlich gelegene Dorf Richelsdorf mit der hohen und niederen Gerichtsbarkeit und dem Kirchenpatronat, sowie Obergude, Niedergude und Landefeld. In Richelsdorf baute er sich in den Jahren 1598 bis 1600, direkt neben der Patronatskirche, das bis heute erhaltene Herrenhaus. Weitere Besitzungen, Güter und Zinsgefälle erwarb er im Laufe seines Lebens im Rotenburger Land, im Raum Fritzlar und in Kassel. In Westfalen war er in Minden und Lübbecke und mit dem Rittergut Hüffe begütert.
Philipp Wilhelm starb am 30. August 1616 in seinem Herrenhaus in Richelsdorf; er wurde in der Patronatskirche in Richelsdorf beigesetzt.

### Teilung und Ende
Seine fünf überlebenden Söhne (drei aus der ersten und zwei aus der zweiten Ehe) teilten den väterlichen Besitz unter sich auf, wodurch sich neben der Richelsdorfer Linie, begründet durch den ältesten Sohn Bernd Philipp, vier westfälische Familienzweige bildeten (die Hüffer, Lübbecker, Auburger und Kettenbacher Linien). Die Richelsdorfer Linie starb im Jahre 1739 in der vierten Generation aus, wodurch Richelsdorf an die Auburger fiel. Ein Zweig der Auburger siedelte daraufhin 1762 nach Richelsdorf über und bildete dort die neue Richelsdorfer Linie. Die Auburger Linie starb im Mannesstamm 1926 aus, und im Jahre 1935 erlosch auch die neue Richelsdorfer Linie im Mannesstamm mit dem Tod des letzten Patronatsherrn von Richelsdorf, dem Freiherrn Carl August Albert Ludwig von Cornberg, herzoglich-sächsisch-altenburgischer Major und Kammerherr.
Das rund 450 Hektar große Rittergut war bereits seit langer Zeit zumeist von Pächtern bewirtschaftet worden, und die einst zahlreichen grundherrlichen Rechte waren, mit Ausnahme des Kirchenpatronats, schon lange verloren gegangen. 1806 bzw. 1821 hatten die Cornberger die Gerichtsbarkeit verloren, und mit dem hessischen Ablösungsgesetz von 1854 verloren sie auch ihre Stellung als Grundherren mit den damit verbundenen Rechten und Ansprüchen auf Real- und Personalleistungen der Richelsdorfer. Mit dem in Geld umgerechneten 25-fachen Betrag all ihrer Zins-, Sach- und Dienstverpflichtungen lösten die Richelsdorfer Einwohner diese mittelalterlichen Feudallasten ab, mussten allerdings noch bis 1923 die von der Landeskreditkasse dazu aufgenommenen Darlehen abtragen. Die Cornberger bauten sich für die Ablösesumme 1898 am Dorfausgang nach Blankenbach eine Villa, die sie dann 1902, zusammen mit dem gesamten Cornberger Waldbesitz von 281 ha, an einen Holzkaufmann aus Gladbeck verkauften.
Nach dem Tod des letzten Cornbergers zu Richelsdorf 1935 wurde der weitläufige landwirtschaftliche Besitz in Richelsdorf parzelliert und an die dortigen Landwirte verkauft. Lediglich das alte Herrenhaus in Richelsdorf blieb mitsamt den Gutsgebäuden und den Park- und Gartenflächen zunächst noch in Familienbesitz, wurde aber 1943 von den Erben ebenfalls verkauft. Dort wurden nach dem Zweiten Weltkrieg Flüchtlingsfamilien untergebracht. Nach baulicher Erweiterung richtete der Altkreis Rotenburg 1949 im Herrenhaus ein Altersheim ein. Nachdem dieses später nach Rotenburg/Fulda verlegt worden war, kam das freigewordene Haus in Privatbesitz und wurde zu einer Hotel-Gaststätte ausgebaut. Seit 1983 ist in den Gebäuden eine private Fachklinik für Suchtkrankheiten untergebracht.

## Adelsstand

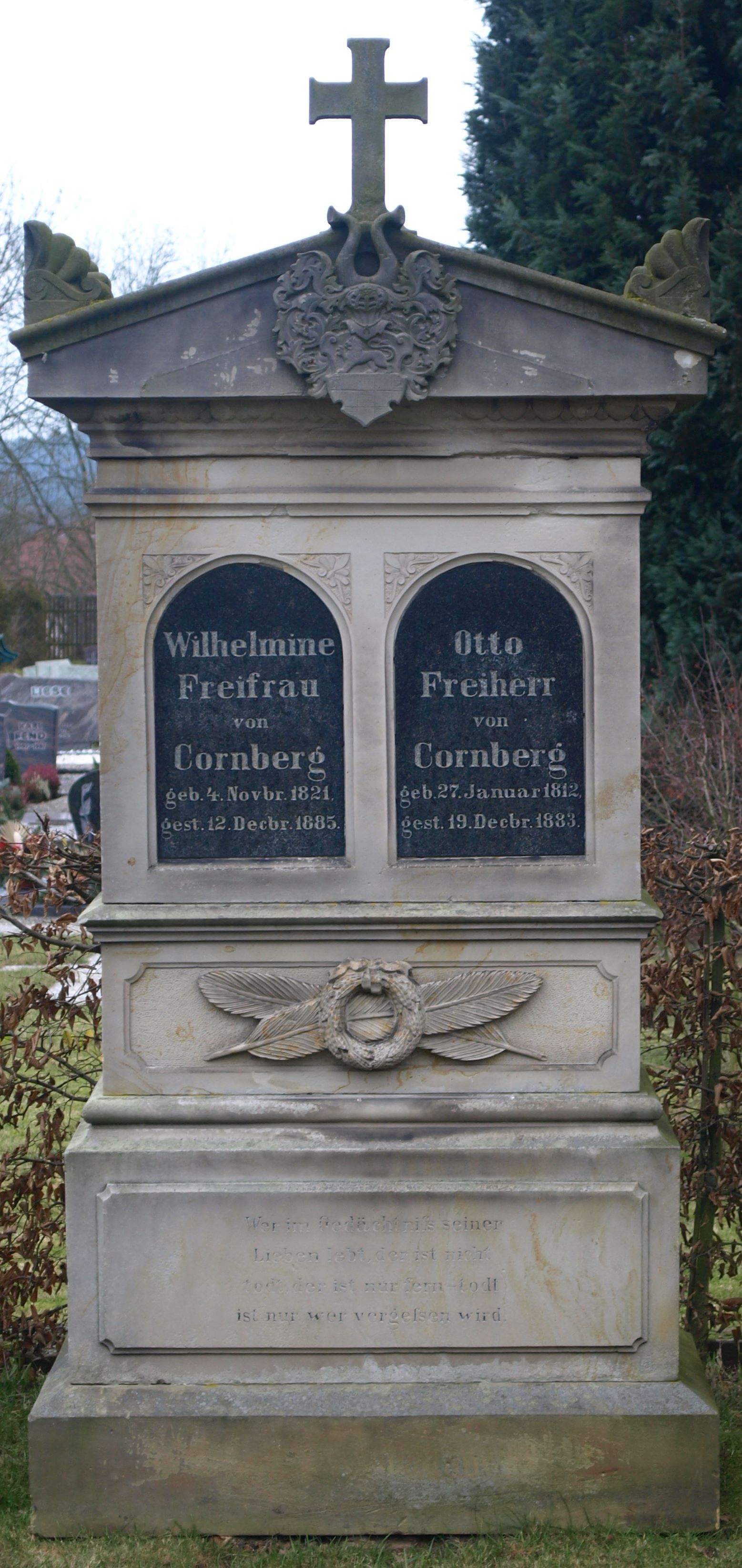
Ein Grabstein der Familie von Cornberg auf dem Friedhof in Richelsdorf

Philipp Wilhelm erhielt am 29. März 1597 in Prag von Kaiser Rudolf II. den Reichsadelsbrief als „von Cornberg“. Im Jahr 1777 wurde die Familie in den Verband der Althessischen Ritterschaft aufgenommen, und 1879 wurden sie in den Freiherrenstand erhoben, als Christian Wilhelm von Cornberg die Sachsen-Coburg-Gothaische Anerkennung des Freiherrenstandes erhielt. Am 25. Juni 1883 erhielten der königlich-hannoversche Kammerrat Karl Ludwig Viktor von Cornberg und sein Vetter Otto von Cornberg durch König Wilhelm I. von Preußen die Genehmigung zur Führung des Freiherrentitels.
Durch allerhöchste Kabinettsorder vom 17. November 1803 wurde der 1801 als Philipp Montegrain legitimierte natürliche Sohn des preußischen Landrats Philipp von Cornberg auf Lübbecke und der Elisabeth Schortmann als „von Cornberg“ in den preußischen Adelsstand erhoben. Dessen Sohn Christian von Cornberg, ehemals Oberst in Hessen, erhielt ebenfalls 1879 die Berechtigung zur Führung des Freiherrntitels. Dieser Familienzweig existiert bis heute.

## Wappen
Blasonierung: Das geteilte Wappen zeigt oben in Silber einen rechts schreitenden roten Löwen, unten eine Schachung von Blau und Silber und Rot, angeordnet in drei Reihen zu fünf Plätzen. Auf dem Helm mit rot-silbernen Decken zwei von Silber und Rot übereck geteilte Büffelhörner. Schildhalter: Zwei rote Löwen.

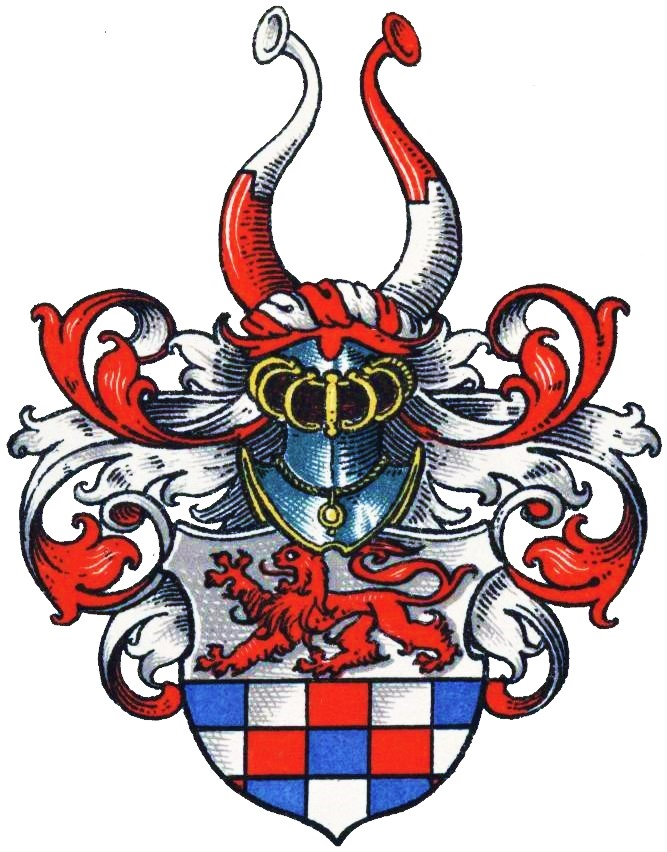
Wappen derer von Cornberg im Wappenbuch des Westfälischen Adels
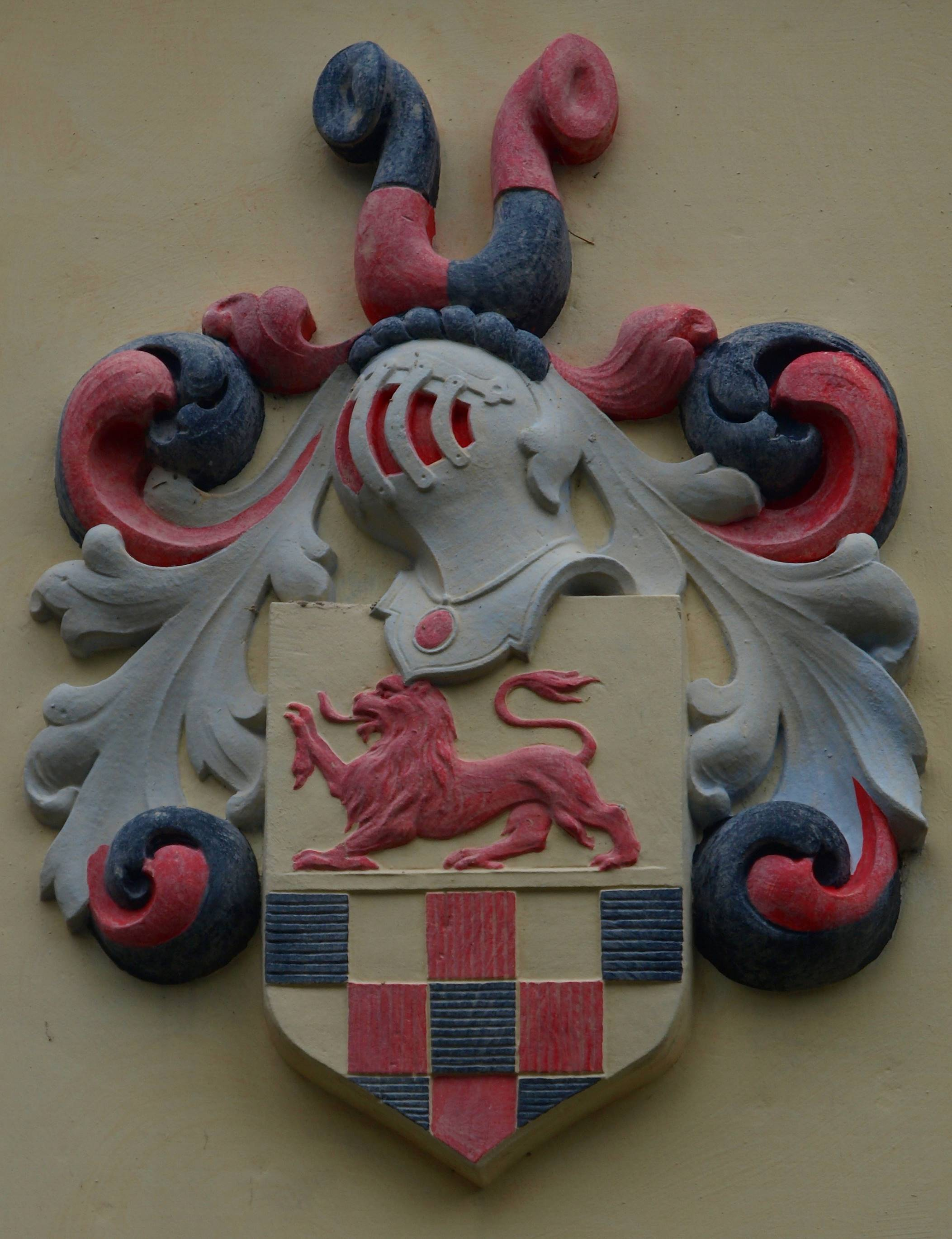
Wappenstein der Familie von Cornberg am Jagdschloss in Richelsdorf

Die Orte Cornberg und Wagenfeld übernahmen das Wappen, jeweils in der Farbgebung des geschachten Feldes verändert, als Wappen der politischen Gemeinde.

## Persönlichkeiten
- Philipp Wilhelm von Cornberg (* 24. Juni 1553 in Kassel; † 30. August 1616 in Richelsdorf), Stammvater der Freiherren von Cornberg.
- Oskar von Cornberg (* 4. Juli 1855 in Kassel; † 20. Oktober 1928 in Greiz), Jurist, Amtsrichter, Justizrat und Hofkammerpräsident unter den letzten Regenten des Fürstentums Reuß.
- Horst Oskar Christian Freiherr von Cornberg (* 13. Dezember 1886 in Greiz; † 7. Mai 1943 in Trier), Verwaltungsjurist, Regierungsdirektor sowie Landrat im Netzekreis.